# Guerras de Lieja
Las guerras de Lieja fueron una serie de tres rebeliones del principado-obispado de Lieja, en la ciudad de Lieja, actual Bélgica, contra el expansionismo del ducado de Borgoña entre 1465 y 1468. En cada ocasión, los rebeldes fueron derrotados por las fuerzas borgoñonesas comandadas por Carlos el Temerario, y la ciudad fue arrasada e incendiada dos veces.

## Causas

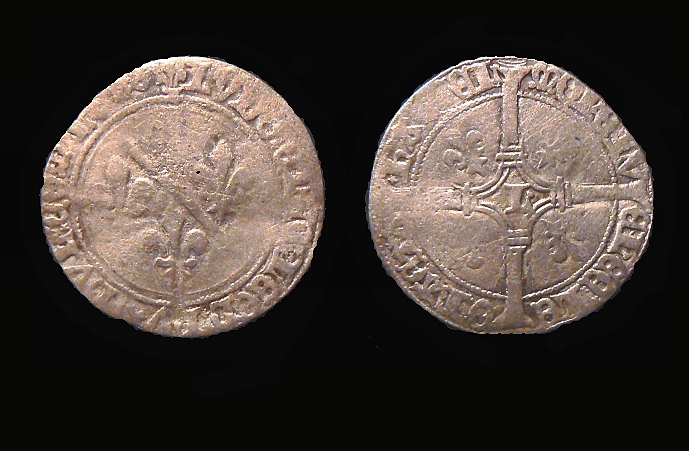
Moneda de plata de Luis de Borbón, que data del 1465.

Felipe el Bueno, duque de Borgoña, se había convertido en gobernante de gran parte de los Países Bajos en la primera mitad del siglo XV, en la medida en que ahora se llamaban los Países Bajos Borgoñones.
En 1456, Felipe intentó expandir su influencia al Principado-Obispado de Lieja. A través de sus excelentes relaciones con el Papa Calixto III, depuso al príncipe-obispo Juan de Heinsberg y lo reemplazó por su sobrino Luis de Borbón, de 18 años. Luis continuó sus estudios en la Universidad de Lovaina durante siete años más, mientras que Felipe gobernó de facto sobre Lieja.

## Guerras

### Primera guerra de Lieja (1465)
Mientras tanto, la resistencia a los borgoñones en el principado crecía. El líder era Raes van Heers, alguacil de Heers. Se puso en contacto con el rey Luis XI de Francia, quien prometió su apoyo. Cuando Luis de Borbón finalmente asumió sus funciones en el principado en 1465, fue inmediatamente depuesto por los Estados de Lieja. Pero la soberanía de Raes también causó insatisfacción, e incluso algunos de la nobleza y el clero pidieron a los borgoñeses que regresaran, pero estos no respondieron ya que estaban involucrados en su campaña en París contra Francia.
A causa de todo esto, Fastré Baré Surlet, señor de Chokier, obligó a Raes a organizar elecciones, y el palacio nombró a Mark van Baden en su reemplazo el 25 de marzo de 1465. Mark aceptó el puesto y fue recibido con entusiasmo en las Buenas Ciudades por abril y mayo. Mientras tanto, el rey Luis quería incorporar a Lieja en su alianza contra Borgoña, y el 17 de junio firmaron el tratado de asociación, donde Francia prometía apoyar militarmente al levantamiento e instar al Papa a reconocer a Mark como príncipe-obispo, mientras Lieja se comprometiera a atacar territorio borgoñes. Entonces, las tropas de Lieja atacaron Bouvignes-sur-Meuse, Fallais y las Tierras de Overmaas que pertenecían al duque de Borgoña.
Como respuesta, Felipe envió un ejército a Lieja, bajo el mando de su hijo Carlos, para restaurar su autoridad. Tras la renuncia de Mark van Baden, Raes van Heers reunió a un ejército de 4000 hombres, en su mayoría civiles, y se enfrentó a Carlos en la batalla de Montenaken el 20 de octubre de 1465. La batalla fue una clara victoria para los borgoñones. Las fuerzas de Borgoña pasaron a ocupar Sint-Truiden, donde se firmó la Paz de Sint-Truiden. Según los términos del acuerdo, Lieja perdió todos sus derechos y Luis de Borbón fue readmitido como príncipe-obispo.

### Segunda guerra de Lieja (1467)
Los disturbios en Lieja no disminuyeron. En 1466, la ciudad de Dinant, al sudoeste, se rebeló y Felipe volvió a enviar tropas, comandadas por Carlos, que castigó la ciudad arrojando a 800 burgueses al río Mosa y quemó la ciudad. También Raes van Heers y Fastré Baré formaron a los Compañeros de la Tienda Verde en 1466, una pandilla de guerreros que tenían como fin destabilizar el poderío borgoñes en la zona, y que rápidamente se extendió al resto de las provincias de Lieja y Limburgo, participando en casi todos los enfrentamientos. Eran saqueadores y en sus filas tomaron a muchos hombres del campo descontentos, incluso a niños de siete años.
Cuando Felipe murió en 1467, estallaron disturbios en la ciudad de Lieja y Luis de Borbón se vio obligado a huir a Huy, al oeste. Incluso allí, su posición no era segura y se vio obligado a huir del principado-obispado junto con todos los borgoñones. Nuevamente, Raes van Heers y el conde Jan de Wilde de Kessenich levantaron un ejército para confrontar a Carlos. Los refuerzos prometidos por Luis XI de Francia nuevamente no se materializaron, y las tropas de Lieja fueron decisivamente derrotadas en la batalla de Brustem el 28 de octubre de 1467. Mientras las tropas rebeldes se atrincheraron y confiaron en un bombardeo intenso y las cargas de caballería, los arqueros desmontados de Carlos fueron los que avanzaron y tomaron las posiciones enemigas.
Después de la batalla, Carlos avanzó sobre Lieja y obligó a la ciudad a rendirse el 12 de noviembre. El principado-obispado se convirtió en un protectorado de Borgoña bajo la tutela de Guy of Humbercourt, y todas las ciudades del condado de Loon se vieron obligadas a derribar sus defensas y desmilitarizarse.

### Tercera guerra de Lieja (1468)

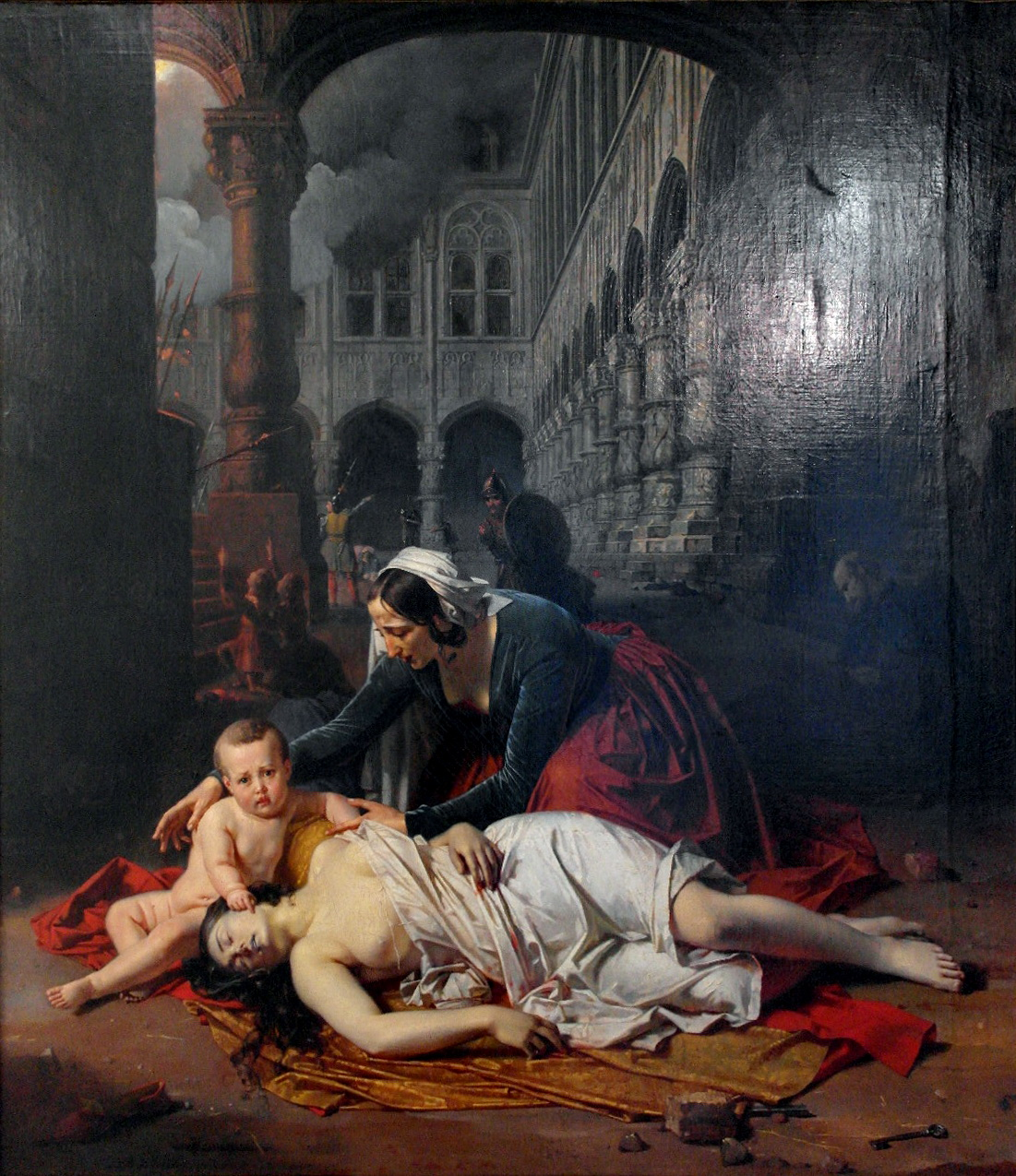
Representación del saqueo de Lieja en 1468, obra de Barthélemy Vieillevoye (1842).

Aun así, los liejenses se negaron a aceptar el gobierno de Borgoña. En octubre de 1468, 240 rebeldes, bajo el mando de Jean de Wilde, Vincent de Bueren y Gosuin de Streel, invadieron la ciudad. En la confusión, Guy of Humbercourt y toda la guarnición de Borgoña huyeron. Lieja volvió a ser libre y Jean de Wilde ocupó el palacio de los príncipes-obispos. Las noticias de la rebelión le llegaron a Carlos el 11 de octubre.
Una noche, una milicia de Lieja atacó al pueblo de Tongeren y mató a todos los borgoñones allí. Después de esto, Jean de Wilde abrió negociaciones con Guy of Humbercourt. Pero Carlos tenía otros planes: lideró un ejército hacia Lieja para tratar de terminar los enfrentamientos con la ciudad rebelde de una vez por todas. Lo acompañó Luis XI de Francia, quien lo había ido a visitar en el castillo de Péronne para llegar a un acuerdo de paz, mientras por otro lado apoyaba a las fuerzas liejenses. Vista la conspiración, Carlos encerró al rey Luis en el castillo y lo extorsiono hasta conseguir el tratado. Seguido, para demostrar su inocencia, Luis permitió que cien arqueros mercenarios escoceses de la guardia real y 300 hombres de armas marchen junto a las tropas borgoñesas.
Varias ciudades en su camino fueron saqueadas por las tropas de Borgoña, incluida Tongeren. El 22 de octubre, una milicia de 500 efectivos que intentó detener a los borgoñones en el pueblo de Lantin fueron conducidos a la iglesia local y quemados vivos.
La mayor parte de las tropas de Carlos acamparon al oeste, frente a la puerta de Sainte-Walburge, mientras el resto se aparecía por el norte de la plaza. Vincent de Bueren organizó la defensa de la ciudad de Lieja y logró algunos éxitos con salidas de golpe y fuga. Jean de Wilde fue herido de muerte durante la redada del 26 de octubre y murió dos días después. El más conocido es el ataque de los seiscientos franchimontois en la noche del 29 al 30 de octubre, que se escabulleron de la ciudad y atacaron a los borgoñeses dormidos, con el objetivo de matar al duque y al rey. El plan fracasó y los 600 hombres, incluidos Vincent de Bueren y Gosuin de Streel, fueron asesinados.
Al día siguiente, Lieja se rindió y, a las órdenes de Carlos el Temerario, cientos de habitantes de Lieja fueron atados y arrojados al río Mosa. La ciudad fue incendiada y se dice que ardió durante siete semanas. Varios Compañeros de la Tienda Verde escapan hacía Francia.

## Fin del dominio borgoñes

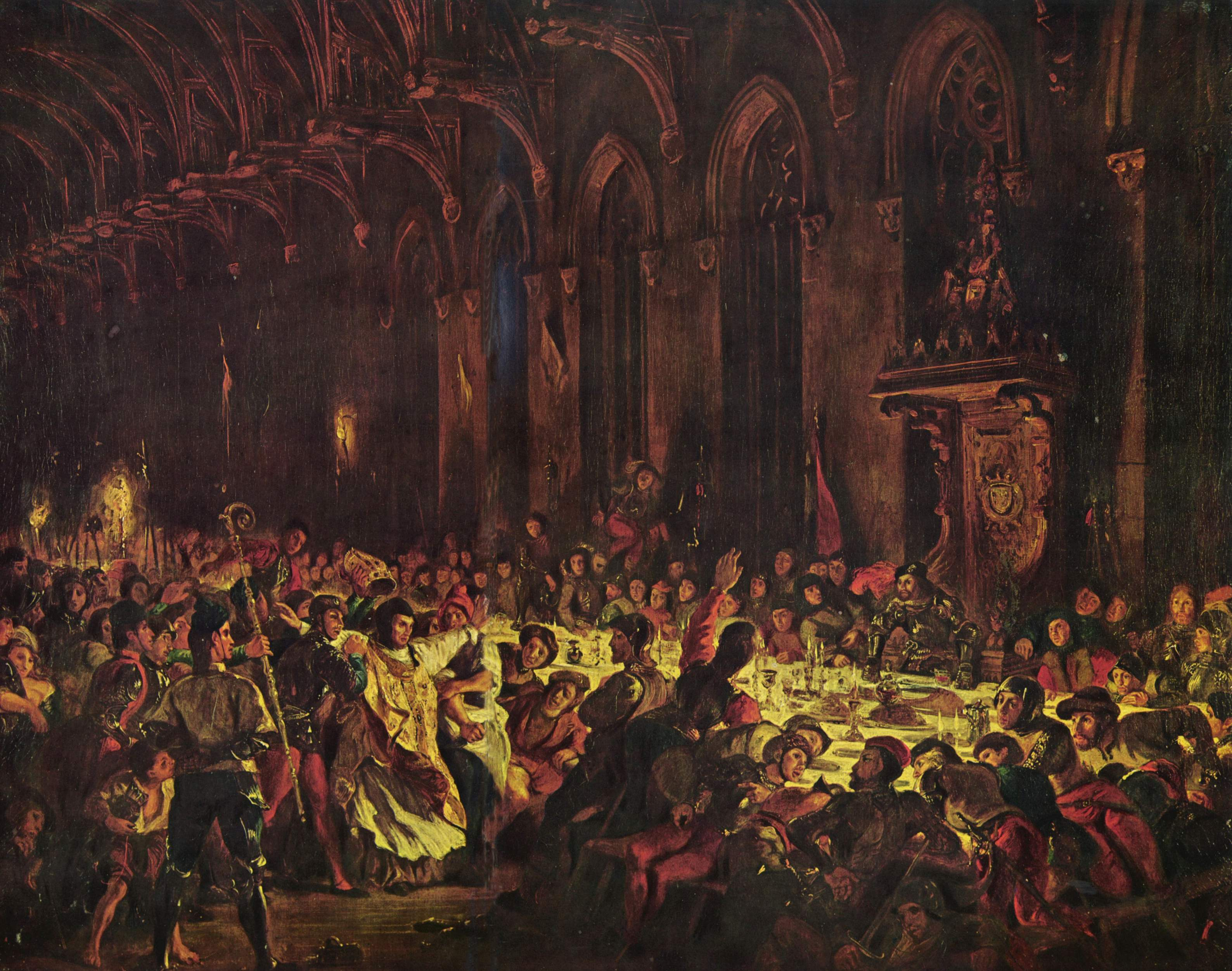
El asesinato del obispo de Lieja, obra de Eugène Delacroix, 1829.

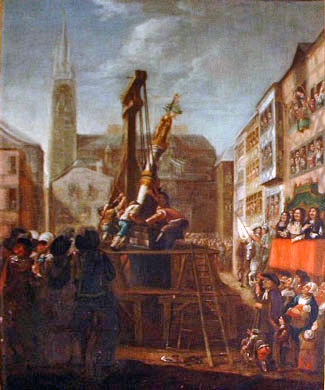
La reconstrucción del Perron de Lieja, símbolo de la autonomía local, en 1478, después del fin del dominio de Borgoña.

En 1477, Carlos fue asesinado en la batalla de Nancy y fue sucedido por su único heredera, su hija María de Borgoña, de diecinueve años. Borgoña fue inmediatamente invadida por Francia, aprovechando su débil situación, y solicitó ayuda a los Estados Generales de los Países Bajos. La ayuda fue dada, pero María tuvo que conceder el Gran Privilegio, abandonando las políticas centralizadas de su padre y su abuelo. Lieja también se benefició de esto, y María renunció a sus derechos como príncipe-obispado el 19 de marzo de 1477.
Luis de Borbón siguió siendo príncipe-obispo hasta que fue asesinado el 30 de agosto de 1482 por William de La Marck, quien recibió el apoyo de Luis XI de Francia.

## Legado
Las guerras de Lieja fueron reelaboradas en la historiografía posterior para reflejar una lucha por las libertades y la autonomía locales, reflejada en el Perron de Lieja y su inclusión en el escudo de armas de la ciudad.
El ataque fallido de los seiscientos franchimontois fue luego mitificado y celebrado como un ejemplo de heroísmo valón, equivalente a la sufrida victoria flamenca ante el Reino de Francia en la batalla de las Espuelas de Oro en 1302.